# Гросдубрау
Гросдубрау или Вулка Дубрава (њем. Großdubrau, глсрп. Wulka Dubrawa) општина је у њемачкој савезној држави Саксонија. Једно је од 63 општинска средишта округа Бауцен. Према процјени из 2010. у општини је живјело 4.482 становника. Посједује регионалну шифру (AGS) 14625160.

## Географски и демографски подаци
Гросдубрау се налази у савезној држави Саксонија у округу Бауцен. Општина се налази на надморској висини од 203 метра. Површина општине износи 54,2 km². У самом мјесту је, према процјени из 2010. године, живјело 4.482 становника. Просјечна густина становништва износи 83 становника/km².